# Befreiung (Film)

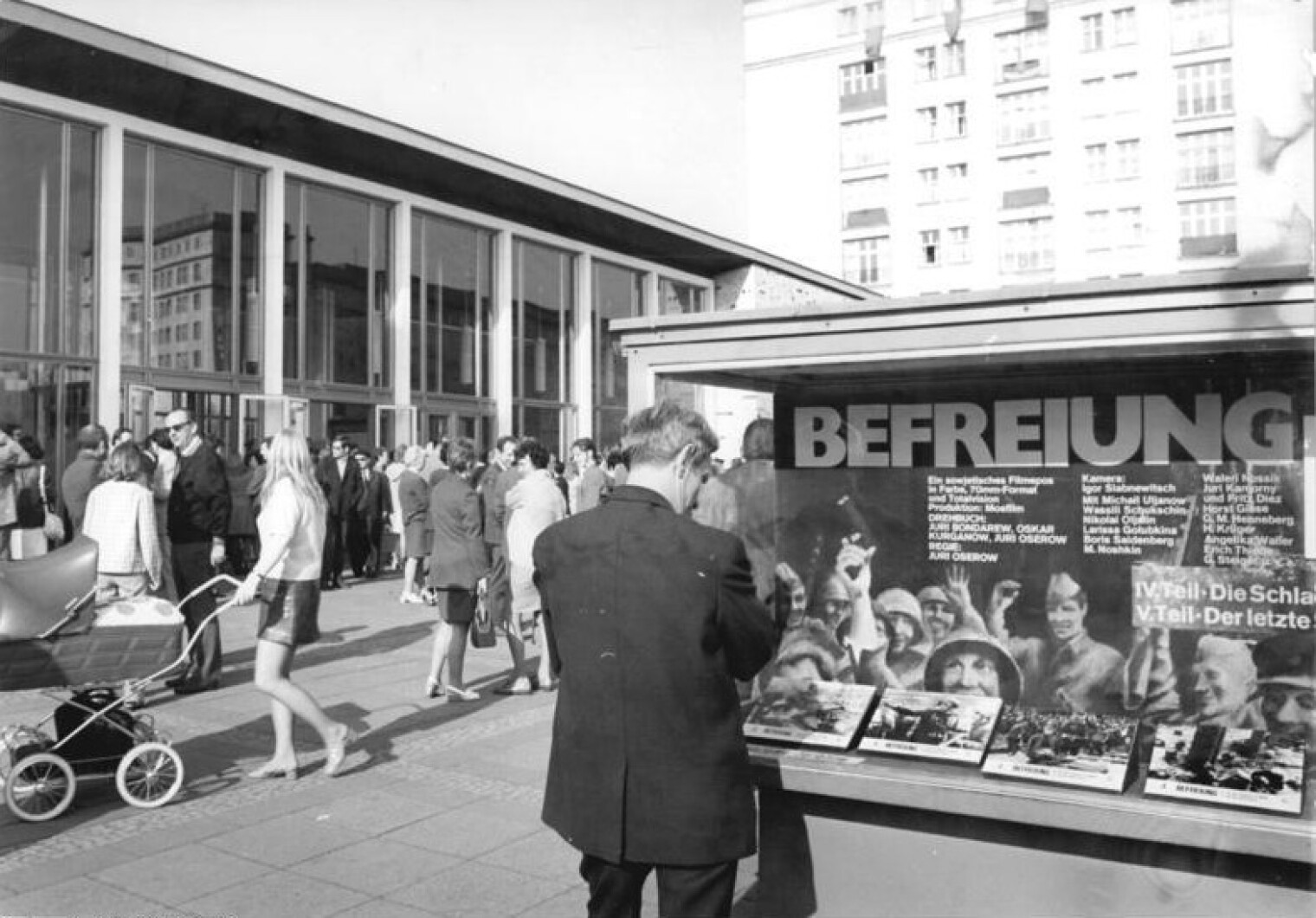
DDR-Premiere der Teile vier und fünf von Befreiung im Berliner Kino Kosmos

Befreiung (russisch Освобождение, Oswoboschdenije) ist ein aus fünf Teilen bestehender Propaganda-Spielfilm von Juri Oserow und Julius Kun aus dem Jahre 1969 über den militärischen Sieg der Sowjetunion im Zweiten Weltkrieg über die Nationalsozialisten. Die Handlung beginnt im Sommer 1943 und endet mit der Einnahme Berlins 1945 durch die Sowjetische Armee.
Der Film entstand als Koproduktion zwischen der Sowjetunion, der DDR, Polen und Italien. Alle fünf Teile des Filmes haben Spielfilmlänge.

## Handlung

### Teil 1: Der Feuerbogen
Nachdem die Sowjets auf die bevorstehende deutsche Offensive bei Kursk aufmerksam gemacht worden sind, starten sie einen präventiven Artillerieschlag, der den Feind aufhält. Das Bataillon von Oberstleutnant Lukin – angeführt von den Offizieren Zwetajew, Orlow und Maximow – nimmt an der Schlacht teil, ebenso wie der Panzer von Leutnant Wassiljew.
Im KZ Sachsenhausen lehnt Jakow Dschugaschwili das Angebot von Andrej Wlassow ab, ihn gegen Friedrich Paulus einzutauschen. Unterdessen rücken die Deutschen in Kursk vor. Maximow flieht, ehe er sich doch dazu entschließt, wieder umzukehren und notfalls in Gefangenschaft zu sterben.
Als Josef Stalin von dem deutschen Vorschlag bezüglich Jakows hört, lehnt er ihn ab und sagt, er werde keinen Feldmarschall gegen einen Soldaten eintauschen. Die jugoslawischen Partisanen brechen aus einer Einkreisung aus. Die sowjetische Gegenoffensive wird in Kursk gestartet. Erich von Manstein schickt all seine Streitkräfte zu einem letzten Angriff und bringt die Sowjets einer Niederlage nahe. Nikolai Watutin drängt in der Roten Armee darauf, die strategische Reserve einzusetzen, die die Deutschen abwehrt.

### Teil 2: Der Durchbruch
Nach der Landung der Alliierten auf Sizilien wird Benito Mussolini auf Befehl des Königs Viktor Emanuel III. im Juli 1943 festgenommen. In Warschau bombardiert der polnische Widerstand ein deutsches Kino. Mussolini wird von Otto Skorzeny und seinen Kommandos auf dem Gran Sasso befreit. Die Rote Armee erreicht den Dnepr. Lukins Regiment überquert sie, vermutlich als Vorhut der Division; ohne dass sie es wissen, sind sie lediglich ein Trick, um den Feind in die Irre zu führen. Das Regiment wird ohne Verstärkung abgeschnitten und in der Schlacht am Dnepr aufgerieben. Lukin wird getötet. Zwetajew führt die Überlebenden zurück zu ihren Linien. Auf Befehl Stalins plant das sowjetische Oberkommando seine Offensive auf Kiew und verlegt heimlich seine Streitkräfte. Die Stadt ist befreit. Im November 1943 treffen sich die alliierten Führer in Teheran.

### Teil 3: Die Hauptstoßrichtung
Das Oberkommando der Roten Armee befiehlt Schukow und Rokossowski die Angriffsoperation „Bagration“, die nach der Landung der Alliierten in der Normandie stattfindet.
Bei der Operation führt Major Orlow seine Soldaten an, um die Krankenschwester Soja zu retten, die darauf besteht, die Verwundeten vom Schlachtfeld zu evakuieren. Nachdem Rokossowski zu dem Schluss gekommen ist, dass die belarussischen Sümpfe passierbar sind, fordert er, dass die Hauptanstrengungen auf Babrujsk gerichtet werden. Panteleimon Ponomarenko befiehlt den weißrussischen Partisanen, alle Eisenbahnen anzugreifen. Die Operation Bagration wird gestartet.
Die Rote Armee befreit Babrujsk, Wizebsk und Minsk.
Eine Gruppe deutscher Offiziere um Claus Schenk Graf von Stauffenberg versucht, Adolf Hitler zu ermorden und die Macht zu übernehmen, scheitert jedoch. Winston Churchill freut sich, davon zu hören, denn er fürchtet, dass auf Hitlers Herrschaft die von Josef Stalin folgen könnte. In Polen beobachten Aleksander Zawadzki und Zygmunt Berling den Fluss Bug, als die 1. Polnische Armee ihn überquert, und freuen sich, nach Hause zurückzukehren.

### Teil 4: Die Schlacht um Berlin
Stalin befiehlt, die Weichsel-Oder-Offensive zu beschleunigen, um die Alliierten bei der Ardennenoffensive zu entlasten. Karl Wolff wird zu Verhandlungen mit den Amerikanern geschickt. Schukow lehnt den Befehl des Oberkommandos der Roten Armee ab, Berlin einzunehmen, da er einen Angriff auf seine Flanke befürchtet. In Jalta teilt Stalin Churchill und Franklin D. Roosevelt mit, dass er von ihren geheimen Geschäften mit dem Feind weiß. Schukows Truppen überqueren die Oder und nähern sich Berlin. Die Sowjets nehmen einen jugendlichen Scharfschützen gefangen; sie schicken ihn zu seiner Mutter. Der Panzer von Wassiljew fährt in ein Haus. Die Panzerbesatzung hat ein angenehmes Essen mit der Familie des Eigners. Die Sowjets und die Polen stürmen den Tiergarten.

### Teil 5: Der letzte Sturm
In Berlin kämpfen sich die Infanterie von Leutnant Jarzew und die Batterie von Zwetajew in der Berliner-U-Bahn durch. Als Adolf Hitler befiehlt, die Tunnel zu fluten, ertrinkt Zwetajew, während er Zivilisten rettet. Die Kompanie von Stepan Neustroev wird ausgewählt, das Siegesbanner auf dem Reichstag zu hissen. Ein sowjetischer Offizier wird dem Führerbunker als Kommunikationsoperator für Verhandlungen über die deutsche Kapitulation zugeteilt. Im Führerbunker begeht Hitler nach seiner Heirat mit Eva Braun Selbstmord. Im Reichstag wird  Doroschkin bei den Kämpfen getötet. Auf der Kuppel wird das Siegesbanner entrollt. Der übrig gebliebene Volkssturm ergibt sich bedingungslos. Vor dem Reichstag feiern Wassiljew, Orlow, Jarzew und eine riesige Menge Rotarmisten den Sieg.

## Veröffentlichung
Allein die ersten beiden Teile erreichten in der Sowjetunion 56 Millionen Zuschauer. Der dritte Teil hatte 35,8 Millionen Besucher. Die Teile 4 und 5 erreichten nur 28 Millionen Zuschauer. Befreiung wurde laut offiziellen statistischen Angaben in 115 Länder verkauft und hatte 400 Millionen Besucher weltweit.
In der DDR sahen bis zur Uraufführung des dritten Teils im Juni 1971 „über 4.000.000 Besucher“ die ersten beiden Teile. Kurz vor dem Anlaufdatum der letzten Teile im Mai 1972 hatte Befreiung schon insgesamt 6.500.000 Zuschauer.
Dieser Film wurde 2006 von Icestorm Entertainment neu vermarktet und auf DVD herausgebracht. Zur DVD-Premiere wurde der Film in der Berliner Urania als Gesamtwerk über Kinoleinwand, mit Moderation von Zeitzeugen ausgestrahlt.

## Besetzung

### Sowjetische Schauspieler
- Sergei Nikonenko: Saschka
- Nikolai Oljalin: Zwetajew
- Larissa Golubkina: Soja
- Wsewolod Sanajew: Lukin
- Boris Seidenberg: Major Orlow
- Wiktor Awdjuschko: Major Maximow
- Juri Nasarow: Befreiungsarmeesoldat
- Michail Glusski: Rjaschenzew
- Iwan Mykolajtschuk: Sachuk
- Leonid Kurawljow: Tschuikows Signalgeber
- Buchuti Sakariadse: Josef Stalin
- Nikolai Bogoljubow: Kliment Woroschilow
- Michail Uljanow: Marschall Schukow
- Iwan Perewersew: Wassili Tschuikow
- Roman Tkatschuk: Alexei Jepischew
- Anatoli Kusnezow: Georgi Sacharow
- Wiktor Borzow: Grigori Orjol
- Juri Legkow: Marschall Konew (I–II)
- Wassili Schukschin: Marschall Konew (III–V)
- Michail Noschkin: Jarzew
- Juri Kamorny: Wassiljew
- Waleri Nossik: Doroschkin
- Jewgeni Burenkow: Alexander Wassilewski
- Sergei Chartschenko: Nikolai Watutin
- Wladlen Dawydow: Marschall Rokossowski
- Dimitry Franko: Pawel Rybalko
- Wladislaw Strscheltschik: Alexei Antonow
- Konstantin Sabelin: Michail Katukow
- Kleon Protassow: Sergei Schtemenko
- Alexander Afanassjew: General Leljuschenko
- Grigori Michailow: Michail Malinin
- Leonid Dowlatow: Sergei Galadschew
- Pjotr Glebow: Pawel Rotmistrow
- Lew Poljakow: Andrei Gretschko
- Wiktor Baikow: Wjatscheslaw Molotow
- Alexei Glasyrin: Panteleimon Ponomarenko
- Wladimir Korenew: Stepan Neustrojew
- Eduard Isotow: Alexei Berest
- Gennadi Krascheninnikow: Michail Jegorow
- Gogi Charabdse: Meliton Kantaria
- Juri Pomeranzew: Andrei Wlassow
- Iosseb Gogitschaischwili: Jakow Dschugaschwili
- Juri Durow: Winston Churchill
- Alexander Baruschnoi: Alan Brooke
- Jelisaweta Alexejewa: Eleanor Roosevelt
- Mikalai Jaromenka: Josip Broz Tito
- Julija Dioschi: Magda Goebbels
- Georgi Tussusow: Viktor Emanuel III.
- Wladimir Samoilow: Divisionskommandeur Gromow
- Pjotr Schtscherbakow: General Telegin
- Wladimir Samanski: Pawel Batow

### Deutsche Schauspieler
- Fritz Diez: Adolf Hitler.
- Horst Giese: Bruno Fermella (I)/Joseph Goebbels (IV–V).
- Gerd Michael Henneberg: Generalfeldmarschall Wilhelm Keitel
- Werner Dissel: Generaloberst Alfred Jodl
- Siegfried Weiß: Generalfeldmarschall Erich von Manstein
- Peter Sturm: Generalfeldmarschall Walter Model
- Hannjo Hasse: Generalfeldmarschall Günther von Kluge
- Alfred Struwe: Oberst Claus Schenk Graf von Stauffenberg
- Martha Beschort-Diez: Alte Frau in Berlin.
- Horst Gill: Otto Günsche
- Angelika Waller: Eva Braun
- Erich Thiede: Heinrich Himmler
- Kurt Wetzel: Hermann Göring
- Joachim Pape: Martin Bormann
- Fred Alexander: Elyesa Bazna
- Peter Marx: Theodor Busse
- Hans-Ulrich Lauffer: Gustav Schmidt.
- Erich Gerberding: Offizier Ernst Busch
- Ralf Böhmke: Adolf Hamann.
- Wilfried Ortmann: General Friedrich Olbricht
- Hans-Edgar Stecher: Werner von Haeften
- Werner Wieland: Generaloberst Ludwig Beck
- Otto Dierichs: Erwin von Witzleben
- Paul Berndt: Albrecht Mertz von Quirnheim (III)/Artur Axmann (IV–V)
- Max Bernhardt: Carl Goerdeler
- Manfred Bendik: Ernst John von Freyend
- Rolf Ripperger: Generalleutnant Adolf Heusinger
- Fritz-Ernst Fechner: Heinz Brandt
- Willi Schrade: Wolfram Röhrig
- H. Schelske: Friedrich Fromm
- Hinrich Köhn: Otto Ernst Remer
- Herbert Körbs: General Guderian
- Sepp Klose: SS-Obergruppenführer Karl Wolff
- Fred Mahr: Sepp Dietrich
- Gert Hänsch: Helmuth Weidling
- Hans-Hartmut Krüger: General Hans Krebs
- Otto Busse: Heinz Linge
- Georg-Michael Wagner: Walter Wagner

### Polnische Schauspieler
- Jan Englert: Janek Wolny
- Stanislaw Jaschkewitsch: Franklin D. Roosevelt
- Daniel Olbrychski: Henrik
- Barbara Brylska: Helena
- Wieńczysław Gliński: Schmied
- Ignacy Machowski: Stallknecht
- Franciszek Pieczka: Pelka
- Maciej Nowakowski: Aleksander Zawadzki
- Tadeusz Schmidt: Zygmunt Berling

### Andere
- Ivo Garrani: Benito Mussolini
- Erno Bertoli: Pierre Pouyade
- Florin Piersic: SS-Sturmbannführer Otto Skorzeny
- B. White: Hughe Knatchbull-Hugessen

## Rezeption
Die ersten beiden Teile wurden 1969 während des 6. Moskauer Filmfestivals vorgestellt. 1971 kürten ihn die sowjetischen Zuschauer in einer Umfrage der Zeitschrift Sowjetski ekran zum besten Film, 1972 erhielt er den Leninpreis und den Hauptpreis des Allunionsfilmfestivals in Tiflis.

### Kritiken
Teil 1 und 2

„Mit aufwendigen Rekonstruktionen und ziellosen historischen Exkursen ausgestattet, bietet der Film keine kritische Analyse, sondern ein vordergründiges Kriegsspektakel.“

Teil 3

„Ein vornehmlich an der Arbeit des sowjetischen Oberkommandos orientierter Film, der sich um historische Detailtreue bemüht.“

Teil 4 und 5

„Obwohl naiver als die Vorgängerfilme, wird doch eine deutliche Unterscheidung zwischen dem deutschen Volk und seinem faschistischen Regime getroffen.“

### DVD von 1999
DVD Nr. 6 der sechsteiligen DVD-Ausgabe von Icestorm Entertainment (Lizenzgeber: Progress Film sowie DEFA-Stiftung) enthält 191 Minuten Filmmaterial zum Thema:
- Der Historiker Wolfgang Leonhard geht in einem 75-Minuten-Interview[A 1] der Frage nach, weshalb Stalin von Hitler am 22. Juni 1941 überrascht wurde, und vergleicht Stalins geschicktes mit Hitlers starrsinnigem Taktieren über den ganzen Krieg hinweg.
- Der Militärhistoriker Jürgen Angelow bringt in einem fünfzehnminütigen Statement die teilweise unvollständige Sicht der Filmemacher aus dem Jahr 1969 auf das Geschehen zur Sprache: Stalin werde als gutmütig-besonnener Herrscher vorgeführt, der auch einmal einlenke. Hitlerjungen, die im April/Mai 1945 in Berlin auf Sowjetsoldaten geschossen hätten, würden im Film nach einer Verwarnung heim zu Müttern geschickt. Derweil wären die halben Kinder in Wirklichkeit auf Nimmerwiedersehen in Sibirien verschwunden. Die Verbrüderung sowjetischer Soldaten mit Berliner Zivilisten werde dargestellt, die Vergewaltigung zahlreicher deutscher Frauen hingegen nicht.
- Der Slawist Norbert Franz weist in einem fünfzehnminütigen Beitrag auf die dokumentarischen Bemühungen der Filmemacher hin, findet Worte für den Mut Juri Oserows, damals in den späten 1960er Jahren ansprechbare historische Wahrheiten zu tangieren, und vergleicht Oserows Leistung kurz mit der anderer Kriegsfilmemacher.

## Anmerkung
1. ↑  
Die Textfassung des Interviews, das Paul Werner Wagner im Steigenberger Hotel Rostock mit Wolfgang Leonhard führte, ist als PDF-Text auf der genannten DVD neben dem TV-Film auch computerlesbar enthalten.